# Howtaszen (Ararat)
Howtaszen – wieś w Armenii, w prowincji Ararat. W 2011 roku liczyła 1034 mieszkańców.